# Stanwellia minor
Stanwellia minor is een spinnensoort in de taxonomische indeling van de bruine klapdeurspinnen (Nemesiidae).
Stanwellia minor werd in 1908 beschreven door Kulczyński.